# Паркина, Анна
Анна Паркина (род. 1979, Москва, Россия) — российская художница. Живёт и работает в Москве.

## Биография
Окончила Университет Париж VIII (2002), École des Beaux-Arts, Париж (2006). Стажировалась в Art Center College of Design в Пасадине, Калифорния (2005), где работала с американскими художником Майком Келли и музыкантом Майо Томпсоном.
Работает в различных медиа: перформанс, скульптура, работы на бумаге и видео. Использует коллаж как ключевой метод. В её работах обнаруживают отсылки к советскому конструктивизму, американским фильмам нуар 40-х-50-х годов и поп-арту, в частности, коллажам британского художника Ричарда Гамильтона. Американский куратор Джон Зарабелл считает её работы политическими, но не мотивированными политикой, он видит в них сочетание идеализма Казимира Малевича и техничности конструктивистов, при этом лишенной дидактизма. Критик и куратор Валентин Дьяконов интерпретирует её работы как реакцию на пост-идеологическое состояние России в 1990—2000-е годы и проводит аналогию с коллажами немецкого послевоенного художника Курта Швиттерса. Он считает, что Паркина создает ситуацию алогического и ритмического наслоения образов, которое соответствует фасеточному зрению современного мира.
В 2003—2006 годах Паркина организовала квартирную галерею в Париже, где проводила однодневные выставки, конференции и перформансы[5].
В 2004 году создала издательство Tramway Editions, которое занимается печатью экспериментальных журналов и книг художников[6].
В 2005 году прошла одна из её первых персональная выставка в Германии — в Galerie Meerrettich (Берлин), где она представила одноимённую книгу Zapovednik. Критик Доминик Айхлер сравнил её практику с рисунками художницы Франсес Старк, а подборку зинов прошлых годов — с эстетикой Трэйси Эмин, Джонатана Меезе, Николь Эйзенман, Рэймонда Петтибона и Элке Кристюфек. По мнению Айхлера, искусство Паркиной — это исследование возможностей, которые открываются перед концептуальным искусством в сочетании с нарративом и образностью.
В 2008 году Паркина приняла участие в проекте 1-й Московской международной биеннале молодого искусства «Яблоки падают одновременно в разных садах» (куратор Анна Кузнецова).
В 2009 году стала участником основного проекта 53-й Венецианской биеннале Making Worlds (куратор Даниэль Бирнбаум). В том же году прошла её первая персональная выставка в Москве — «Тихий угол поля» в галерее GMG.
В 2010 году приняла участие в выставке «Модерникон. Современное искусство из России» в Fondazione Sandretto Re Rebaudengo в Турине (кураторы Франческо Бонами и Ирене Кальдерони).
В 2011 году прошла её персональная выставка Fallow Land (куратор Джон Заробелл) в Музее современного искусства Сан-Франциско в рамках программы показов перспективных молодых художников New Work, где до этого выставлялись Люк Тюйманс, Дорис Сальседо и Рэйчел Харрисон.
В 2013 году стала участником специального проекта 5-й Московской биеннале современного искусства «Чрезвычайные и полномочные. Space of Exception» (кураторы Елена Сорокина и Джелле Боухаус).
В 2014 году прошла её вторая персональная выставка в Москве — «ГлазА вместо ГлАза» в галерее «Риджина». Наряду с работами на бумаге художница представила скульптуры и ассамбляжи. Валентин Дьяконов отметил в новых работах отсылки к раннему кубизму с его деконструкцией изображения, движение от объекта к абстракции и обратно, которое застывает в сюрреалистических образах, вызывающих в памяти работы Луиз Буржуа и Макса Эрнста. Яна Юхалова увидела в новых работах критику перенасыщенности информационной среды образами, которая проявляется у Паркиной в исследовании природы человеческого зрения — его фрагментарности.
В 2014 году приняла участие в выставке «Детектив» в Московском музее современного искусства (куратор Валентин Дьяконов).
Участница первой триеннале российского современного искусства, организованной Музеем современного искусства «Гараж», в секции «Общий язык», объединившей «художников, работающих с интернационально понятным и не требующим „перевода“ языком современного искусства».
Сотрудничает с галереями «Риджина» (Москва), Wilkinson Gallery (Лондон), Leonhard Ruethmueller (Базель).

## Персональные выставки
- 2014 — ГлазА вместо ГлАза Архивная копия от 17 марта 2018 на Wayback Machine. Галерея «Риджина», Москва
- 2013 — Only a Sleeping Person Doesn’t Blink. Архивная копия от 17 марта 2018 на Wayback Machine Wilkinson Gallery, Лондон, Великобритания
- 2012 — Sacred Ambush is Full of Parrots Screaming Архивная копия от 17 марта 2018 на Wayback Machine. Совместно с Эндрю Гилбертом . Svit Gallery, Прага, Чехия
- 2011 — For a Black Day Архивная копия от 23 ноября 2017 на Wayback Machine. Ribordy Contemporary, Женева, Швейцария
- 2011 — Fallow Land Архивная копия от 17 марта 2018 на Wayback Machine. San Francisco Museum of Modern Art, Сан-Франциско,США
- 2010 — Egg in the Fist. Wilkinson Gallery, Лондон, Великобритания
- 2010 — The Ticket is for Today. Focal Point Gallery, Саутенд-он-Си, Великобритания
- 2010 — Nests Архивная копия от 20 июля 2017 на Wayback Machine. Gladstone Gallery, Нью-Йорк, США
- 2009 — Open Space, Art Cologne, Кёльн, Германия
- 2009 — Тихий угол поля Архивная копия от 17 марта 2018 на Wayback Machine. Галерея GMG, Москва
- 2008 — White Time. COMA, Берлин, Германия
- 2008 — Winners and Witness. (недоступная ссылка) Wilkinson Gallery, Лондон, Великобритания
- 2008 — Winners and Witness. Autocenter, Берлин, Германия
- 2007 — Pocket Chrystal. Kjubh, Кёльн, Германия
- 2006 — Corn Rush the movie II Архивная копия от 17 марта 2018 на Wayback Machine — Dark Room. Haswellediger & Co. Gallery, Нью-Йорк, США
- 2005 — Zapovednik. Galerie Meerrettich, Берлин, Германия
- 2004 — Hier geht’s raus. Golden Pudel, Гамбург, Германия

## Перформансы
- 2015 — The Dream of the Volunteer Архивная копия от 7 сентября 2017 на Wayback Machine. Whitechapel Gallery, Лондон, Великобритания
- 2011 — Fallow Land. San Francisco Museum of Modern Art, Сан-Франциско, США
- 2010 — Concrete book. Fondazione Sandretto Re Rebaudengo, Турин, Италия
- 2010 — Biryulevo. При поддержке Focal Point Gallery. The Railway Hotel, Саутенд-он-Си, Великобритания
- 2008 — Terminal.Suspension.Expansion. Wilkinson Gallery, Лондон, Великобритания
- 2008 — Aelita,Her Memory of a Planet Monogo. University Settlement, Нью-Йорк, США
- 2007 — Online Empire. Daniel Hug Gallery, Лос-Анджелес, США
- 2007 — Beyond the Green Door. Galerie Neue Alte Bruecke, Франкфурт, Германия
- 2006 — Corn Rush the movie II-Dark Room. Haswellediger & Co Gallery, Нью-Йорк, США
- 2006 — Corn Rush the movie I. Cal State University, Long Beach, Лос-Анджелес, США
- 2006 — Join us. Совместно с Бэрри Джонстон. Art Center College of Design, Пасадина, Калифорния, США
- 2006 — Breaking News. COMA Gallery, Берлин, Германия
- 2003 — Hardcore. Palais de Tokyo. Париж, Франция

## Книги художника
- 2010 — Biryulevo Архивная копия от 5 мая 2017 на Wayback Machine. Книга художника, тираж 250 экземпляров. Onestar Press, Париж, Франция
- 2010 — Четыре (The four). Журнал, тираж 40 экземпляров. Tramway Edition, Париж, Франция
- 2009 — In full bud. Литография, тираж 50 экземпляров. Издательская программа New Museum of Contemporary Art, Нью-Йорк, США
- 2008 — А ты гори звезда (Shine the Star, Shine). Журнал, тираж 30 экземпляров. Tramway Edition, Париж, Франция
- 2007 — Pocket Chrystal. Журнал, тираж 50 экземпляров. Tramway Edition, Париж, Франция
- 2006 — Corn Rush — The Movie. Книга художника, тираж 49 экземпляров. Tramway Edition, Париж, Франция
- 2005 — Phantomaster. Журнал, тиарж 40 экземпляров. Tramway Edition, Париж, Франция
- 2005 — Ochag (The Hearth). Журнал, тираж 35 экземпляров. Tramway Edition, Париж, Франция
- 2005 — Zapovednik. Книга художника, тираж 43 экзмепляра. Tramway Edition, Париж, Франция
- 2004 — L’ére des congelés et des surgelés. Журнал, тираж 100 экземпляров. Tramway Edition, Париж, Франция
- 2004 — Appendix. Журнал, тираж 100 экземпляров. Tramway Edition и Silverbridge Edition, Париж, Франция
- 2003 — Never Alone. Журнал, тираж 100 экземпляров. Tramway Edition, Париж, Франция
- 2003 — Par ici la sortie!. Журнал, тираж 100 экземпляров. Tramway edition и Silverbridge Edition, Париж, Франция
- 2003 — Rabbit hunter / Rabbit saver. Книга художника, единственный экземпляр. Tramway Edition, Париж, Франция
- 2003 — Patron Model. Книга художника, единственный экземпляр. Tramway Edition, Париж, Франция
- 2003 — Les Aventures. Книга художника, единственный экземпляр. Tramway Edition, Париж, Франция

## Кураторские проекты
- 2010 — Wherever they fell. Wilkinson Gallery, Лондон, Великобритания
- 2006 — Daniel Buren conference by Hank Schmidt in der Beek. 6 rue Pihet, Париж, Франция
- 2005 — Show Time. Совместно с Бэрри Джонстоном. 6 rue Pihet, Париж, Франция
- 2004 — Baulieu Bellevue II. Совместно со Штеф Хэдюс, Париж, Франция
- 2003 — L’effondrement de E-commerce. Совместно с Роберто Оарт и Юли Сусин. 6 rue Pihet, Париж, Франция